# 巴斯大學管理學院
巴斯大學管理學院（University of Bath School of Management）是巴斯大学下属的学院之一，前身是成立於1856年的布里斯托貿易學院（Merchant Venturers Technical College）。该学院开设本科、硕士，以及博士层次的课程，同时也提供短期進修和非學歷教育课程。该学院是受EQUIS认可的商学院之一。
英國《獨立報》主办的《完全大學指南》（Complete University Guide）2019年“英國商學院評比”，将巴斯大学管理学院开设的行銷學（Marketing）项目排在英国第1位，商業管理（Business & Management Studies）排在英國第2位，財務會計（Accounting & Finance）排在英國第6位。
《经济学人》杂志主办的2018年“WhichMBA?”排名将巴斯大学管理学院开设的MBA项目排在全球第46位、英国第4位。更評為管理學碩士為（Masters in Management）全英第2位。